# 美麗藍帶紋鱸
美麗藍帶紋鱸，為輻鰭魚綱鱸形目鱸亞目麗花鮨科的其中一種，分布於中東太平洋夏威夷群島海域，為亞熱帶海水魚，體長可達12公分，棲息在底層水域，生活習性不明。